# Australische Botschaft in Berlin
Die australische Botschaft in Berlin ist der Hauptsitz der diplomatischen Vertretung von Australien in Deutschland und der Schweiz. Sie befindet sich seit 1997 im Ortsteil Berlin-Mitte des gleichnamigen Bezirks und seit 2003 an der Wallstraße 76–79 in einem denkmalgeschützten Gebäudekomplex.

## Geschichte der Botschaft
Bis zum Zweiten Weltkrieg erfolgten die diplomatischen Kontakte zwischen dem 1901 gegründeten australischen Staat und dem Deutschen Reich über die „Ausländische Gesandtschaft“ des Vereinigten Königreichs von Großbritannien und Irland. Nur in London unterhielt Australien zu dieser Zeit eine eigene Botschaft.
Im Oktober 1945 eröffnete Australien auf dem Reichssportfeld im britischen Sektor Berlin eine Militärmission, weil alle 16 Siegermächte des Zweiten Weltkriegs sich dazu verpflichtet hatten. Sie überwachten unter anderem die Entwicklung Deutschlands, insbesondere war eine Wiederbewaffnung zu verhindern. Nach der Gründung der Bundesrepublik Deutschland im Jahr 1949 und der Festlegung von Bonn als Hauptstadt nahm der australische Staat 1952 offizielle diplomatische Beziehungen auf. Die Vertreter Australiens bezogen daraufhin ein Botschaftsgebäude in Bonn. Die australischen Botschafter nahmen gleichzeitig weiterhin die Aufgaben der Militärmission in Berlin wahr.

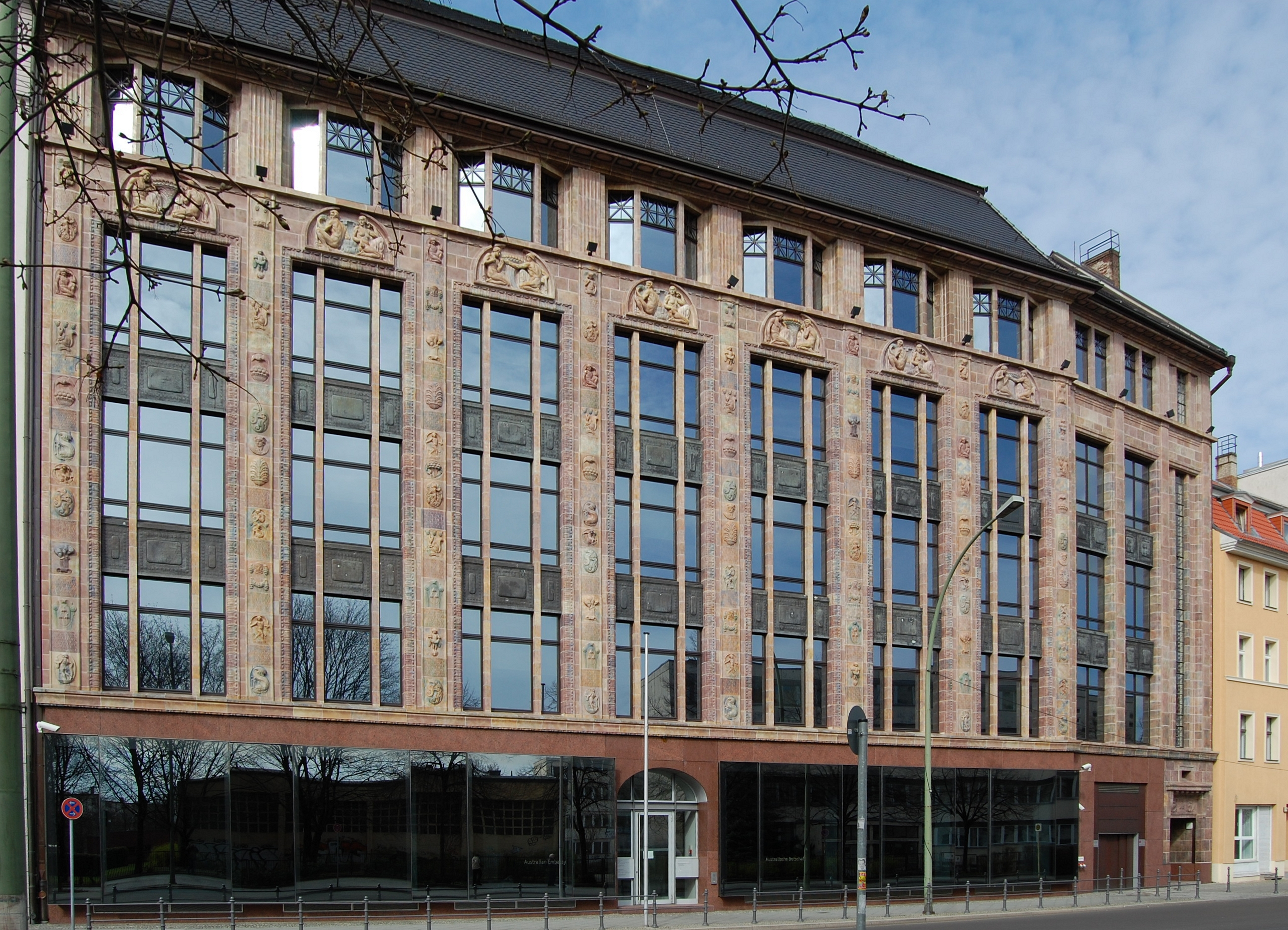
Botschaftsgebäude in Berlin

Die DDR vereinbarte nach ihrer weltweiten Anerkennung infolge der Konferenz über Sicherheit und Zusammenarbeit in Europa schrittweise den Austausch von Diplomaten. 1972 kam es zu diplomatischen Beziehungen mit Australien und bald wurde die „Australische Botschaft bei der DDR“ in einem von Horst Bauer geplanten Gebäude in Berlin-Niederschönhausen im neu geschaffenen Diplomatenviertel des Stadtbezirks Pankow (Grabbeallee 34) eröffnet.

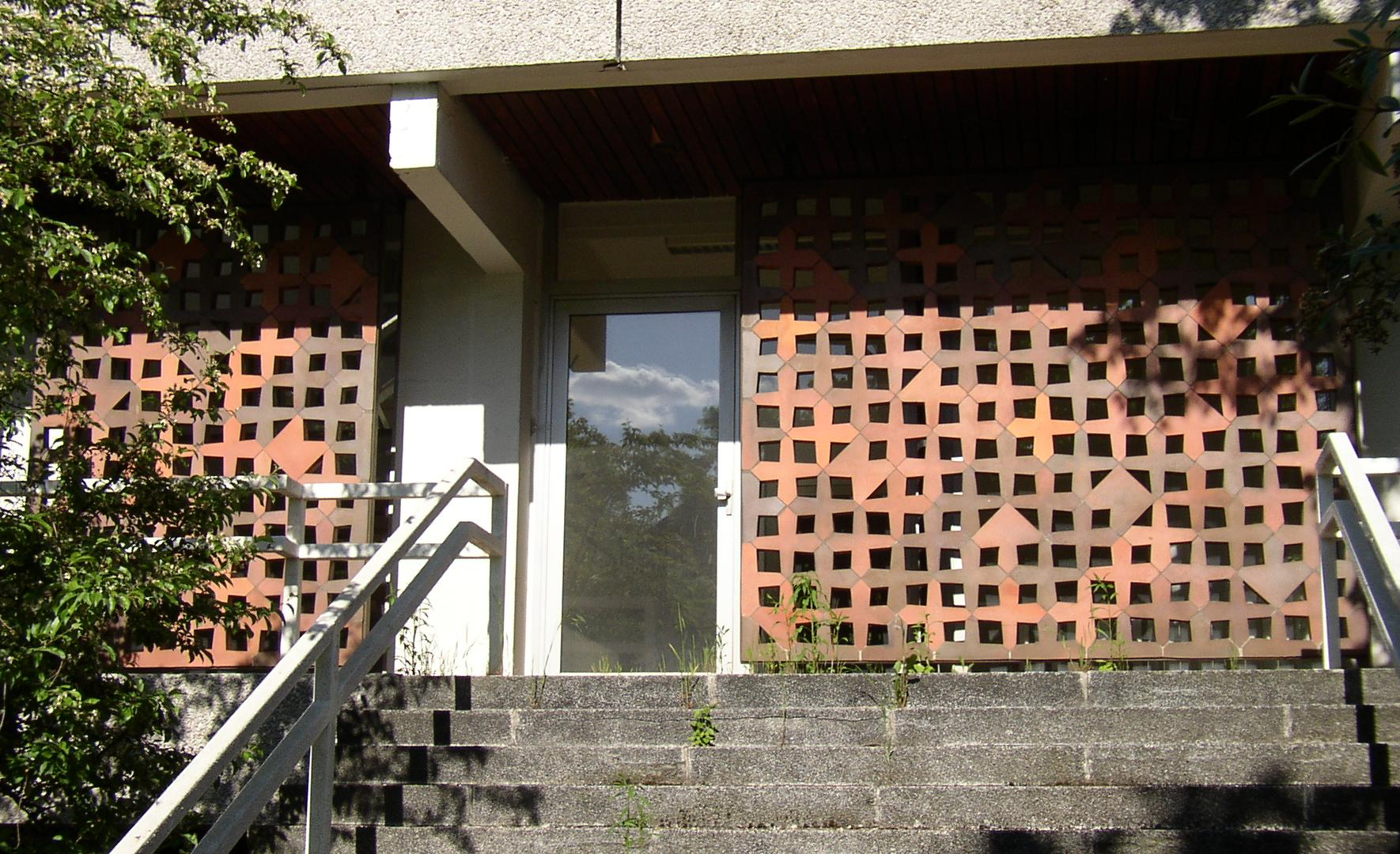
Eingangsdetail am Gebäude der früheren australischen Botschaft in Ost-Berlin mit Keramiksteinen aus der Werkstatt von Hedwig Bollhagen

Intensive Kontakte sind in der Folge jedoch ausgeblieben, sodass der australische Staat 1986 die Ost-Berliner Botschaft schloss und entsprechende Aufgaben über die australische Botschaft in Polen (Warschau) abgewickelt wurden.
Die deutsche Wiedervereinigung und das nachfolgend beschlossene Berlin/Bonn-Gesetz führten nun zu einer neuen Situation. Die diplomatischen Vertretungen fast aller Länder verlegten ab 1992 ihre Botschaftsgebäude nach Berlin. Dabei erhielten Länder, die bereits vor 1945 in Berlin präsent waren, ihre Flächen oder Gebäude zurück und richteten sie wieder ein oder bauten neu. Die übrigen Länder suchten entweder nach fertigen Gebäuden, die durch Umbau ihren Zwecken angepasst werden konnten oder errichteten Neubauten auf freien Grundstücken.
Australien entschied sich für den Erwerb und die Renovierung eines denkmalgeschützten Gebäudeensembles Wallstraße 76–79 in Berlin-Mitte.

## Geschichte des Botschaftsgebäudes

### Verwaltungsgebäude für Handwerkervereine und Handelsgesellschaften bis 1945
Das Gebäudeensemble Wallstraße 76–79 entstand 1912/1913 nach einem Entwurf des Zehlendorfer Regierungsbaumeisters Fritz Crzellitzer anstelle früherer einzelner dreigeschossiger barocker Wohnbauten in Privatbesitz. 1910 wurden die Häuser Nummer 78 und 79 von der Stadt Berlin aufgekauft und abgerissen, weil sie dem Bau der „Hoch- und Untergrundbahn“ im Wege standen; ihre Fläche wurde als Lagerplatz benötigt.
Nach Fertigstellung der U-Bahn-Strecke trug man auch das Haus 77 ab. Während der Bauphase für das neue Verwaltungsgebäude kam die Parzelle Wallstraße 76 nach Abriss des Wohnhauses noch hinzu. Als Bauherr und Besitzer des neuen Geschäftshauses wird eine „Wallstraßen-Grundgesellschaft mbH“ genannt, die es nach Fertigstellung an Geschäftsleute aus der Textilbranche vermarktete, unter anderem an Kleider-, Textil- oder Pelzfabrikanten, wie Louis Friedländer & Co. Im Jahr 1920 trat der Architekt (in der Schreibweise Regierungsbaumeister a. D. Scherlitzer) als Eigentümer auf, die Wallstraßen-Grundgesellschaft wurde Verwalter der Immobilie. In der Zeit der Weltwirtschaftskrise wechselten die Besitzer des Hauses mehrfach, das Adressbuch von 1929 nennt beispielsweise eine „Terra AG für Grundbesitz“. Schließlich wurde das Gebäude 1938 zwangsversteigert. Bis zum Einzug des neuen Eigentümers, der Berliner Tischlerinnung, befand sich der Gebäudekomplex unter Zwangsverwaltung und diente unter anderem folgenden Mietern: Zweigstelle einer Reederei, Kleiderfabrikant („Cro“), mehrere Kurzwarenhersteller und -händler, Lotterieeinnehmer, Labor für Zahntechnik, Zeitschriftenverlag usw. Die Verwaltung des nun „Reichsinnungsverband des Tischlerhandwerks“ genannten Zusammenschlusses ließ vor allem Räumlichkeiten im zweiten Stock aufwändig renovieren und gestaltete sie in klarer sachlicher Ästhetik mit Holzpaneelen. 1940 zogen außer dem Verbandsvorstand die Tochterfirmen Innungskrankenkasse der Tischler- und Drechslerinnung, der Verlag „Das deutsche Holzgewerbe“ sowie die Landeslieferungsgenossenschaft des Tischlerhandwerks ein, außerdem verblieben einige der vorherigen Nutzer in den Räumen.

### Sitz des ZK der Kommunistischen Partei 1945–1946
Die nach dem Ende des Zweiten Weltkriegs aus dem Exil in der Sowjetunion zurückgekehrte Leitung der KPD nutzte das (von seinen Vorbesitzern und Nutzern verlassene) Gebäude als Sitz für das Zentralkomitee (ZK) im Zeitraum Juli 1945 bis April 1946. Hier erfolgte auch die Wiedergründung der KPD, wie eine Gedenktafel an der Fassade mitteilt. Der schnell wachsende Parteiapparat benötigte bald mehr Räume, als hier zur Verfügung standen, man zog in das ehemalige Kaufhaus Jonaß an der Torstraße. Im Gebäude Wallstraße blieb vorerst nur die Propagandaabteilung.

### Dietz-Verlag 1946–1992

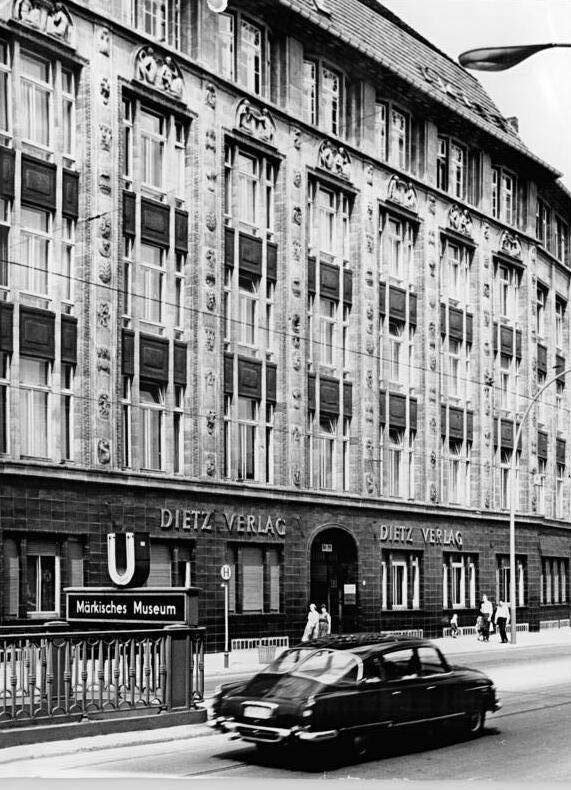
Wallstraße, Dietz-Verlag, 1965

Das gut erhaltene und repräsentative Gebäude wurde nach Gründung des KPD-nahen Dietz-Verlags (aus dem Zusammenschluss der Verlage Vorwärts und Neuer Weg) für dessen Belange umgenutzt. Die engen wirtschaftlichen Verflechtungen mit der SED und deren Nachfolgepartei PDS führten mit der Deutschen Wiedervereinigung zu Änderungen der Verlagsstruktur und 1992 zum Freizug des Gebäudes, über dessen Fensterreihe im Erdgeschoss in Versalien der Name Dietz Verlag stand. Der namentlich und inhaltlich erneuerte Karl Dietz Verlag hat seinen Sitz nunmehr am Franz-Mehring-Platz 1 in Berlin-Friedrichshain.

## Baubeschreibung
Es handelt sich um ein fünfgeschossiges Gebäudeensemble mit zwei Dachgeschossen und verbindendem Hofflügel zwischen Wallstraße und Märkischem Ufer in U-Form. Der Grundkörper wurde aus Stahlbeton geformt, wodurch die einzelnen Etagen relativ frei und großzügig konzipiert werden konnten. Die zehnachsige Fassade zur Wallstraße ist mit Majolikafliesen und patinierten Messingplatten reich dekoriert. Die Straßenfront fluchtet nicht, sondern knickt leicht ab, im Erdgeschossbereich war sie mit braunen Fliesen verkleidet. Die übereinander liegenden dreiteiligen Fenster der Geschosse zwei bis vier sind mit einer strukturierten rechteckigen Rahmung zusammengefasst. Die Fensterzwischenwände wurden mit ornamentalen und figürlichen Reliefs geschmückt. Die Fenster enden in Lünetten, in deren Segmenten antikisierende allegorische Motive dargestellt sind. Die vierte Etage über durchgehendem Gesims ist zum Baukörper hin leicht zurückgesetzt, die wiederum dreiteiligen Fenster wechseln sich mit kannelierten Vorlagen ab. Ein Satteldach bildet den Bauabschluss. Symmetrisch in der Hauptfassade befindet sich das rundbogige Hauptportal, auf der östlichen Seite ist ein Nebeneingang bzw. Einfahrt eingefügt. Der entstandene Knick im Grundriss und die etwas einfachere Fassadengestaltung des Ostflügels erklären sich aus der zu verschiedenen Zeiten begonnenen Bebauung; die östliche Parzelle konnte erst nach Baubeginn hinzu erworben werden.
Die Rückfront des Gebäudeensembles zum Märkischen Ufer ist eine einfache Putzfassade mit natursteinverkleidetem Sockelgeschoss. Die Hoffassaden sind mit glasierten Klinkern verblendet.
Im Inneren ermöglicht das großzügige Raster der Mittelstützen variable Grundrisslösungen.

## Umgestaltung und Eröffnung als Botschaft von Australien

### Vorentscheidungen bis zum Kauf 1997
Bevor der australische Staat sich für den Erwerb des Gebäudes in der Wallstraße entschied, hatten die Botschafter ein provisorisches Generalkonsulat im Ortsteil Mitte bezogen, von wo aus auch der Umzug der Botschaft aus Bonn koordiniert wurde. Die letzte Entscheidung zugunsten des Komplexes Wallstraße fiel beim Besuch des australischen Premierministers Paul Keating im Jahr 1995 in Berlin. Die mit der Suche nach einem Botschaftsstandort beauftragten Einrichtungen („Department of Administrative Services“ und „Overseas Property Group“) hatten nach den Kriterien Mindestnutzfläche von 3000 m², möglichst zentrale Lage in der Nähe deutscher politischer Institutionen sowie einem architektonisch individuellen Aussehen eine entsprechende Vorauswahl getroffen. Von den vermittelten und besichtigten fünf Immobilien entsprach das Gebäudeensemble Wallstraße 76–79 den Anforderungen am besten. 1997 wurde mit der zur Vermarktung leer stehender Gebäude gebildeten Treuhand Liegenschaftsgesellschaft der Kaufvertrag geschlossen, man konnte auch das frühere benachbarte Wohnhaus Märkisches Ufer 8 dazu erwerben.

### Gutachten und Umbauplanungen
Die Planung und Konzeption für die neue Nutzung erforderte zunächst ein bauliches Gutachten, mit dem zwei Architekturbüros beauftragt wurden. Anschließend, im Jahr 1996 veranstaltete Australien einen Einladungswettbewerb ausschließlich für australische Architekturbüros, der die Belange des Denkmalschutzes ebenso berücksichtigte wie die notwendige Sanierung der Bausubstanz und eine vor allem technische Modernisierung. Von den 28 teilnehmenden Büros gingen Bates Smart aus Melbourne als Sieger hervor. Zur Realisierung war die Zusammenarbeit mit einem im Denkmalschutz erfahrenen deutschen Architekturbüro (Berliner Niederlassung des Frankfurter Büros Braun & Schlockermann) vorgeschrieben.

### Umsetzung des neuen Konzepts
Das frühere Verwaltungsgebäude dient der Arbeit der Diplomaten, ein mit dem Nachbarhaus Märkisches Ufer 8 gemeinsam gebildeter Innenhof wurde als Atrium hergerichtet. Das gesamte Erdgeschoss in der Wallstraße wurde entkernt, die wahrscheinlich nicht originale braune Fassadenverkleidung abgenommen und eine durchgängige halbdurchsichtige Panoramafensterreihe installiert. Die hölzernen Wandverkleidungen im Inneren blieben erhalten, die Geschossdecken erhielten dagegen moderne Punktleuchten. Für die Angestellten und ihre Gäste richtete man in der ersten Etage Veranstaltungsräume in variabler Größe und eine Bar ein. Im zweiten Stockwerk blieb der Konferenzraum samt seiner Lampen aus Messing und Milchglas weitestgehend erhalten, er erhielt jedoch einen neuen ovalen Tisch und neue Bestuhlung, die das Flair des historischen Ortes betonen. Die an den Gängen liegenden Wände der meisten Büros wurden durch großflächige Verglasungen abgelöst. An einigen Stellen fügten die Architekten Holzverkleidungen aus australischem Sassafras-Holz hinzu und beschafften beispielsweise Sitzelemente („Barcelona-Chair“) von Ludwig Mies van der Rohe. Als Wanddekoration wurden in allen größeren Räumen von einer australischen Bank gesponserte Gemälde australischer Künstler aufgehängt.
Alle Fassadenelemente wurden gereinigt und auf den Sims der vierten Etage kamen Senkrechtstrahler, die im Dunklen die Fassadenelemente betonen.

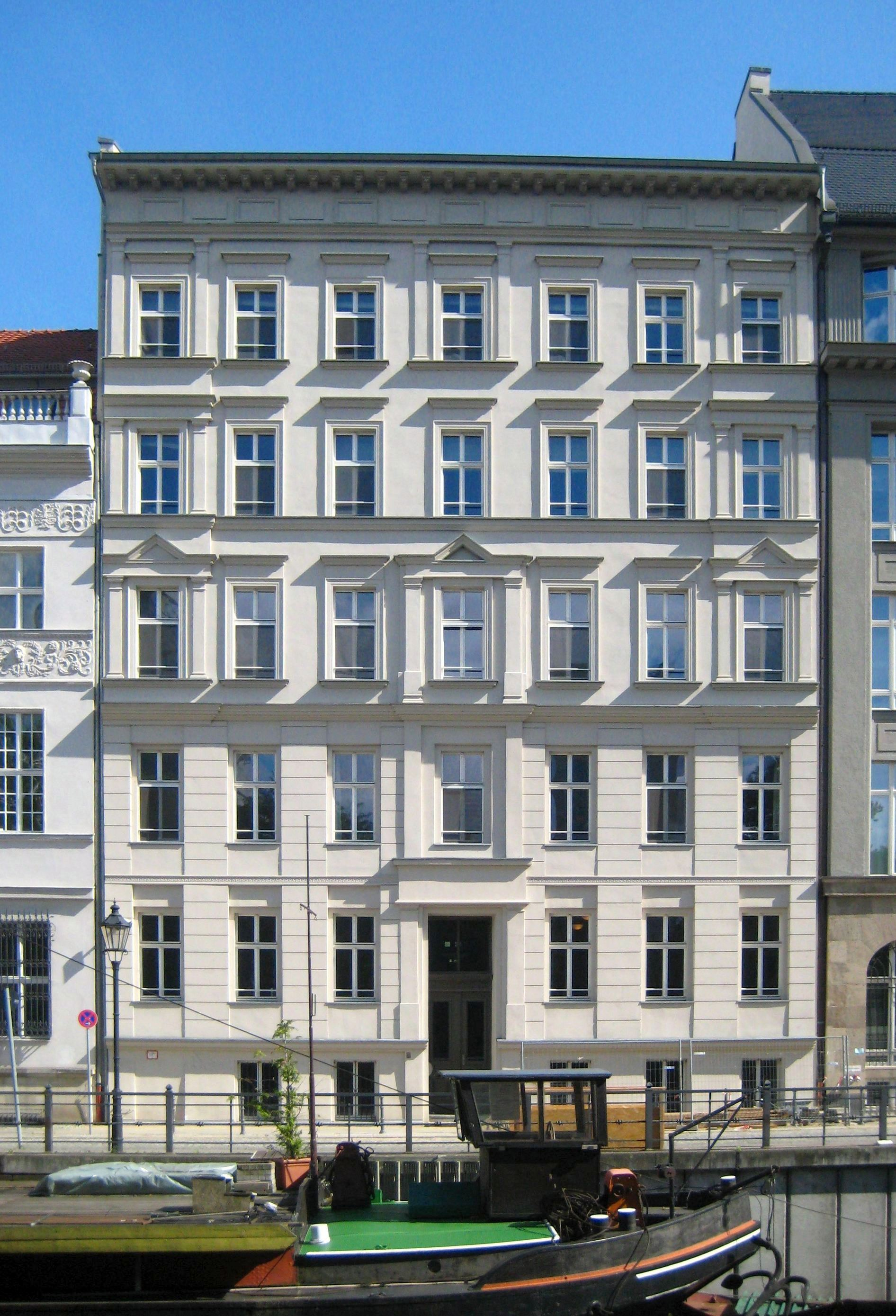
Wohngebäude der australischen Botschaft, Märkisches Ufer 8 im Jahr 2009

Der siebenachsige fünfgeschossige Gebäudetrakt Märkisches Ufer 8 im typischen Gründerzeitstil wurde zu Wohnungen für die Botschaftsangehörigen umgestaltet. Das Entree ist in Trompe-l’œil-Art gestaltet und das Treppengeländer gedrechselt, was insgesamt einen hochherrschaftlichen Eindruck hervorruft.
Die Finanzierung aller Umbauarbeiten erfolgte durch die Department of Finance and Administration Canberra, die Ausführungen oblagen dem Generalunternehmer Wilhelm Füssler GmbH & Co, Karlsruhe sowie dem Projektsteuerer Drees & Sommer Projektmanagement und bautechnische Beratung GmbH, Berlin.
Zahlen und Fakten
Die Grundstücksfläche liegt bei 1200 m², die Bruttogeschossfläche beträgt 9000 m², die Nutzfläche 5400 m². Die Baukosten für den Umbau betrugen 15 Millionen Euro, die Arbeiten dauerten von Februar 2000 bis Januar 2003. Insgesamt wurden 32 verschiedene Firmen, überwiegend aus der Region Berlin/Brandenburg, mit Einzelarbeiten betraut.